# Палаты Мазепы (Москва)

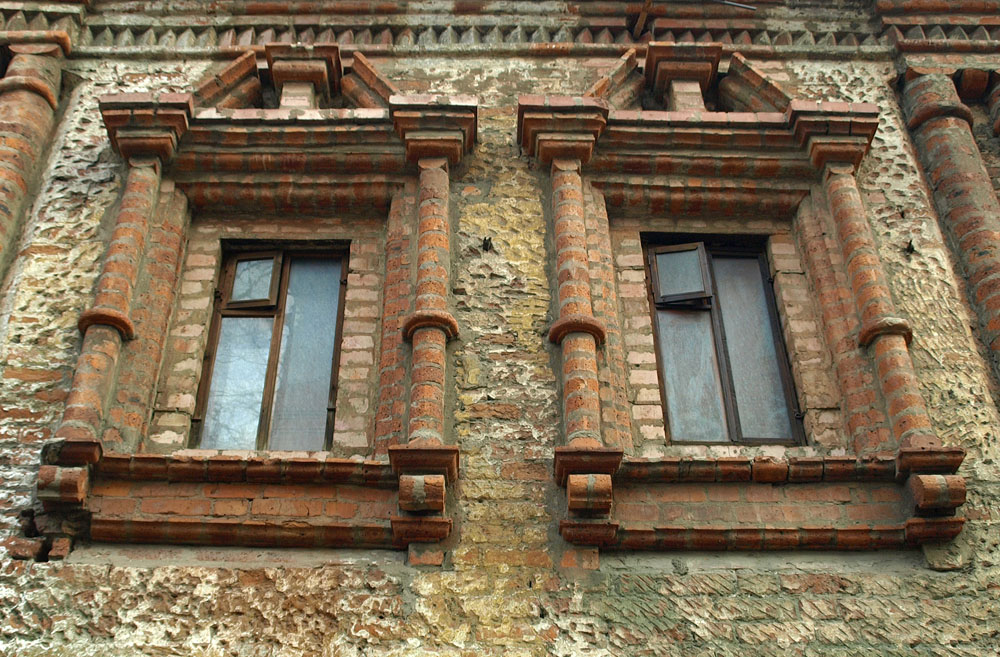
Вид со стороны двора

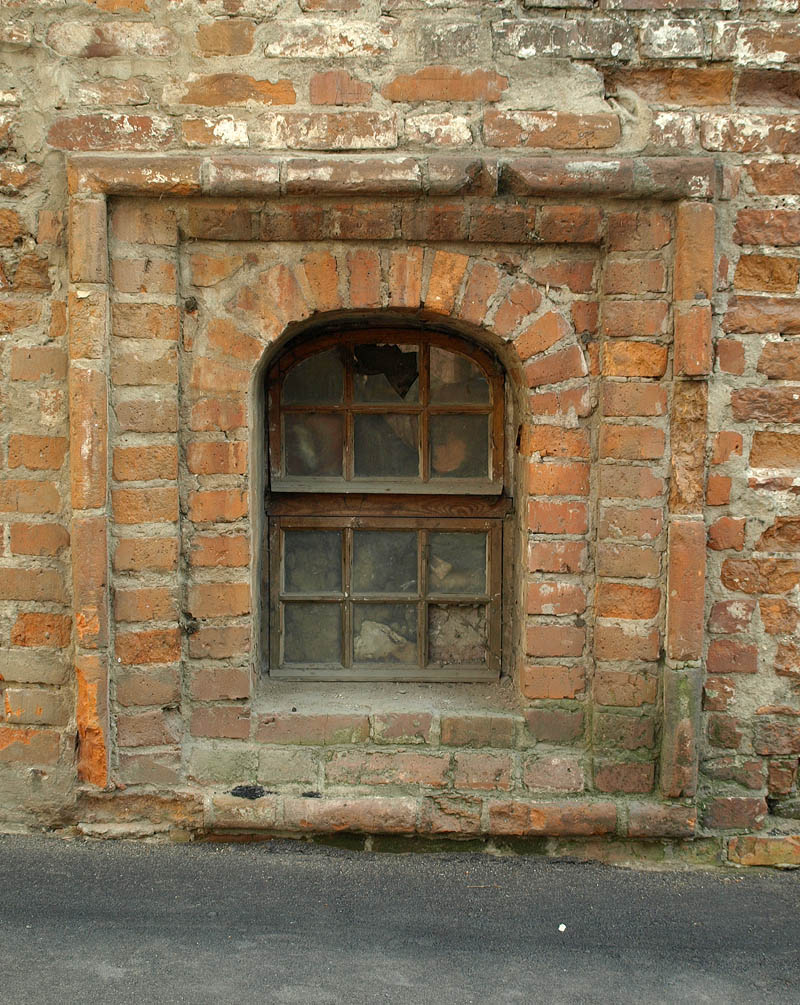
Фрагмент окна первого этажа

«Палаты Мазепы» — жилые помещения, расположенные в Москве в Колпачном переулке, дом № 10, построенные в XVI—XVII веках. Один из древнейших памятников московского гражданского зодчества. Своё название получили от того, что долгое время ошибочно считались домом, где проживал гетман Иван Мазепа при посещении Москвы.

## Описание палат
Корпус палат имеет Г-образный вид, часть которого расположена по Колпачному переулку, с крылом, уходящим во двор. Нижний этаж предназначен для хозяйственных помещений. На верхнем этаже располагались парадные комнаты с большими сенями, отдельным входом и лестницей. Со стороны двора второй этаж украшен декором из тёсаного кирпича — сдвоенными колонками, наличниками, карнизами и межэтажными тягами. Представляет уникальный памятник зодчества в стиле московского барокко.
Здание имеет старинную отопительную систему с отверстиями для печей, дымоходы внутри стен, «душники» для подачи тёплого воздуха. Одно время палаты принадлежали брату царицы Евдокии Фёдоровны — Абраму Фёдоровичу Лопухину, в советское время в этом доме по Колпачному переулку до середины шестидесятых годов были коммунальные квартиры, а в семидесятых располагался ОВИР.
Весной 2003 года в здании был произведён внутренний ремонт. По специальному заказу были сделаны оконные рамы по образцу XVII века. В отреставрированном помещении в настоящее время располагается офис «На Руси» («Russia Inland»).